# جيف فوكس
جيف فوكس (بالإنجليزية: Geoff Fox)‏ (19 يناير 1925 ببرستل في المملكة المتحدة - 1 يناير 1994 بوستر في المملكة المتحدة) هو لاعب كريكت ولاعب كرة قدم بريطاني (وحمل سابقاً جنسية المملكة المتحدة لبريطانيا العظمى وأيرلندا) في مركز الدفاع. لعب مع إيبسويتش تاون وسويندون تاون وكولتشستر يونايتد ونادي بريستول روفيرز ونادي بريستول سيتي.